# Verdwenen werken van Vincent van Gogh
Dit artikel behandelt de geschiedenis van de verdwenen schilderijen en tekeningen van Vincent van Gogh, die later opdoken bij een marktkoopman in Breda. Hij had ze gekocht van een timmerman die ze jarenlang op zijn zolder in de oorspronkelijke kisten had opgeborgen.

## Voorgeschiedenis
Vincent van Goghs moeder en zijn zuster Willemien gaan na het overlijden van Vincents vader op 26 maart 1885 een nieuwe woning betrekken in Breda die nogal krap is, daarom verzoekt zij timmerman Janus Schrauwen uit de Ginnekenstraat in Breda, een deel van de inboedel tijdelijk voor haar op te slaan op de zolder van zijn pakhuis. Daar zijn ook een aantal kisten bij met schilderijen, tekeningen en knipsels uit bladen van Vincent, die hij achterliet bij zijn vertrek naar Antwerpen op 27 november 1885. Later, als de inboedel wordt teruggehaald ontdekt zuster Willemien sporen van houtworm in de kisten en besluit men ze bij Schrauwen op zolder te laten staan.

## Brieven van Vincent
Vincent schreef uit Antwerpen aan zijn broer Theo in Parijs diverse brieven in de periode november 1885 tot eind februari 1886 over de aanstaande verhuizing in maart 1886 van zijn moeder en zuster, over het al of niet gaan helpen in Nuenen met inpakken en dergelijke. Uiteindelijk is Vincent toch reeds eind februari 1886 naar Parijs gegaan en heeft zijn familie dus niet geholpen met inpakken. In de brief (W.4 van eind juni 1888 uit Arles) aan zijn zuster Willemien, schrijft Vincent: Zeg eens van rommel gesproken. Het is misschien de moeite waard wat er goeds is in de rommel die, naar Theo, zegt nog van mij ergens in Breda op een zolder is, nog te redden. Ik durf ‘t U echter niet vragen en misschien is ‘t verloren geraakt, tob er dus niet over. Volgens dr. Jan Hulsker in zijn boek Van Gogh over Van Gogh (Meulenhoff Amsterdam, 1973) pagina 134, slaat het woord ‘rommel’ niet op het werk van Vincent, maar op boeken, houtsneden (bedoeld worden uit tijdschriften geknipte houtgravures) en dergelijke. In een naschrift (in brief W.5 van begin augustus 1888) vraagt Vincent opnieuw of Wil een oogje wil houden op de boeken en prenten die in Breda zijn achtergebleven. Dit zou kunnen betekenen dat Vincent geheel afstand had genomen van zijn op de zolder bij Schrauwen achtergebleven werk. Hiermee staat dan ook vast dat in ieder geval Theo en Willemien in 1888 weten van ‘rommel’ op een zolder in Breda.

## Verhuizing naar Leiden
Het bevolkingsregister in Breda vermeldt dat de verhuizing van moeder Van Gogh en haar dochter Willemien naar Leiden op 2 november 1889 plaatsvond. Hieruit kan de conclusie worden getrokken dat Moeder Van Gogh en Willemien de overtollige inboedel begin november 1889 bij Schrauwen opgehaald hebben en de kisten van Vincent vanwege de vermeende houtworm achterlieten. Lies van Gogh (Elisabeth du Quesne van Gogh) beweerde in 1911 over de kisten het volgende: Deze plaatwerken, in kisten verpakt, bezwaarlijk mee te nemen naar een nieuwe woning, of opnieuw in bewaring te geven bij een timmerman, zooals nu het geval was, werden door 's kunstenaars moeder weggegeven niet aan den timmerman zelf, – dit is onjuist, – maar aan diens zoon, een jongen die schik in teekenen had. (ingezonden brief in Nieuwe Rotterdamsche Courant 11 mei 1911)

## Schrauwen
Daar Janus Schrauwen zich jaren later als de rechtmatige eigenaar van de kisten beschouwde omdat niemand ze ooit was komen ophalen, brak hij ze open, nam de mappen met tekeningen, schetsen en aquarellen eruit, en gebruikte het hout voor andere doeleinden. Zeventien jaar later, in 1903, ontbood Schrauwen de marktkoopman Jan Couvreur om wat kleingoed, zoals een kannetje, een potje en een tinnen litermaat te verkopen. Couvreur bood ƒ2,50 en Schrauwen ging daarop in op voorwaarde dat Couvreur de ‘rommel’ die hij al zo lang op zijn zolder had, ook zou meenemen. Couvreur ging akkoord en nam de ‘handel’ mee naar zijn huis in de Stallingstraat in Breda en smeet de ongeveer zestig schilderijen, honderdvijftig losse doeken, tachtig pentekeningen en tussen de honderd en tweehonderd krijttekeningen in zijn kelder.

## Couvreurs handelingen
Zijn vrouw wilde de naaktstudies die daar tussen zaten niet in huis hebben en toen pakte Couvreur alle tekeningen die aanstotelijk waren in een grote zak en heeft hij ze naar de papierfabriek van Tilburg gebracht om vermalen te worden, hij kreeg er een paar dubbeltjes voor. Couvreur nam daarop een Rotterdamse schilderijenhandelaar, volgens hem De Winter genaamd, in de arm om te zien wat deze man in de ‘handel’ zag. De Winter gaf als oordeel: probeer die rommel kwijt te raken voor wat je ervoor kunt krijgen. ’t Is niks waard volgens het relaas van Couvreur in een artikel op 18 februari 1950 in Dagblad De Stem te Breda. Aan Frans Meeuwissen, eigenaar van het café op de hoek van de Ginnekenstraat en Stallingstraat, leverde Couvreur werken van Vincent, die door Meeuwissen werden verkocht of weggegeven aan goede klanten. Als iemand Couvreur een biertje aanbood, dan kon hij een Van Gogh meenemen.

## Verkoop van schilderijen en tekeningen
Couvreur was van plan de resterende doeken en tekeningen op de markt te gaan verkopen. Hierover vertelt hij in een Telegraaf-artikel: Ik heb dertig jaar lang met een kar op de markt gestaan. Tegen die kar prikte ik platen en schilderijen van Van Gogh en iedereen kon ze voor tien cent krijgen. Ik gaf ze soms ook wel aan de kinderen op straat om er mee te spelen. Volgens zijn relaas kwam op een dag waarop hij naar de markt ging met de nodige Van Goghs op zijn kar, in de Ginnekenstraat de uniform kleermaker C. (Kees) Mouwen naar hem toe om wat schilderijtjes te kopen. Couvreur verkocht hem zes doeken voor tien cent per stuk. Later op de dag kwam een dienstbode van Mouwen vragen of zij er nog zes voor een dubbeltje per stuk kan krijgen. Couvreur zei tegen het meisje: De complimenten terug en meneer Mouwen kan er zes krijgen voor twee dubbeltjes per stuk. Het meisje ging weg, kwam terug en zei, dat meneer Mouwen in geen geval hoger ging dan vijfendertig cent per stuk. De volgende werken werden voor die prijs aan Mouwen verkocht. 

## Mouwen en Couvreur beginnen opsporing
Toevallig krijgt Couvreur een krant in handen en daarin ziet hij dat Van Gogh een beroemd schilder is. Hij sprak toen met Mouwen en kwam overeen, dat hij zou trachten de mensen aan wie hij voor een dubbeltje en vijftien cent de schilderijen had verkocht, te bewegen ze aan hem terug te verkopen. Er was bijvoorbeeld een boer die twee stukken van hem gehad had. Hij ging naar die boer toe en zei: Mag ik ze voor een rijksdaalder terug hebben?, en de man ging akkoord. De ouders van de kinderen aan wie Couvreur schilderijen had gegeven, moest hij vijftig of meer guldens betalen om ze weer terug te krijgen. Het merendeel van de weer opgespoorde werken ging naar Mouwen en een leraar van de Koninklijke Militaire Academie, zijn neef W. van Bakel. Op 3 mei 1904 liet Mouwen bij Frederik Muller & Co. in Amsterdam 41 werken veilen. Zestien bleven onverkocht. Ook later verkocht en veilde hij schilderijen en tekeningen van Van Gogh. Johanna van Gogh-Bonger kwam later de handel van de in Breda aanwezige werken van haar zwager aan de weet en probeerde vergeefs dit deel van haar erfenis via een advocaat terug te krijgen, maar dit lukte niet. Nog steeds is onduidelijk waar alle werken gebleven zijn.